# Perdita festiva
Perdita festiva är en biart som beskrevs av Timberlake 1958. Perdita festiva ingår i släktet Perdita och familjen grävbin. Inga underarter finns listade i Catalogue of Life.